# دهستان پاسخن
دهستان پاسخن، یکی از دهستان‌های بخش فسارود شهرستان داراب در استان فارس ایران است. مرکز این دهستان، شهر پاسخن است.

## جمعیت
بر پایه سرشماری عمومی نفوس و مسکن در سال ۱۳۹۵، جمعیت دهستان پاسخن برابر با ۸٬۹۵۴ نفر بوده‌است.